# ファイプロ・リターンズ
『ファイプロ・リターンズ』は、2005年に株式会社スパイクより販売されたPlayStation 2用ソフト。北米では『Fire Pro Wrestling Returns』のタイトルで販売された。

## 概要
ファイヤープロレスリングZでシリーズ最終作を宣言していたが、宣言を撤回し制作された。
今作では、今までのシリーズにおける隠しレスラーのアンロックと言った隠し要素は一切無い。
レスラーサイズのLサイズを超える超大型の体格「Gサイズ」を追加。巨人タイプのレスラーの再現度を向上させた。
新動作に「対角線中央技」が追加。立ち上がろうとする相手に走り込み「シャイニング・ウイザード」など技をより自然な体制から繰り出せるようになった。
組み技とダウン時の締め技などにL1ボタンを入力すると返し技を発動させず、あえて技を受けることができるようになった。
試合形式に金網マッチが追加。試合ルールは「通常試合」（金網に囲われ外からセコンドが介入できない、場外を利用した行動ができない為、リング上の選手の実力による完全決着戦になる。）と、どちらが先に金網の外に脱出出来るかを競う「エスケープ」マッチの2種類が選択可能。ルールを問わず金網をよじ登ることができる。また、金網最上段からの飛び技が使用出来る選手も存在する。
興行モード「マッチメイクモード」を収録。

### 補足
本作の北米版「Fire Pro Wrestling Returns」は、現地時間2013年4月23日よりPlayStation Networkを用いたPlayStation 3向けのソフトウェアダウンロード配信サービス「ゲームアーカイブス（PlayStation 2アーカイブス）」用タイトルとして配信が開始された。

## ゲーム内容

### モード
試合各種のメニューが「ゲームプレイ」の項に統合された。
- ワンナイトマッチ
- ワンナイトトーナメント
- オープンリーグ
- 軍団対抗戦

前作までの「イリミネーションマッチ」から名称変更。
- バトルロイヤル
- タイトルマッチ
- マッチメイクモード

- エディットモード
- オプション
- セーブ・ロード

### マッチメイクモード
プレイヤーは興行主兼ブッカーとなりプロレス団体の経営体験をするというシミュレーション要素の強い物である。
プレイできるモードは年間（12試合）の興行を手がける「シーズンプレイ」と、1興行のみ手がける「コンベンションプレイ」の2種類。
「シーズンプレイ」は最初から大手団体・有名選手・大会場は選択出来ず、資金など限られた範囲でオファーを出し経営の切り盛りを行う。興行で高評価を得て実績を積み重ねると名声が上がり、より大きな興行が打てるというシステムである。
また、シーズンプレイのみ、興行開始直後、各試合前、試合終了後、興行終了後にイベントが発生する場合がある。
ほとんどのイベントは興行収益をプラスにするイベントだがごく一部バットイベントも含まれる。
試合はすべてCPU任せることもできるが、プレイヤー自ら選手を操作することも可能である。

## スタッフ
- 株式会社スパイク
  - エグゼクティブプロデューサー：櫻井光俊
  - ゼネラルプロデューサー：木村眞紀
  - プロデューサー：山口裕之
  - セールス：川井信郎、成井篤
  - マーケティング：灰野良太、浅川智子、中村信彦
  - WEBサイトマネジメント：高橋裕之、柴山維夏
  - プロダクションサポート：寺澤善徳、石井祥典
- S-NEO 
  - 企画・ディレクション：田村季章
  - メインプログラム：愛甲剛
  - プログラム：小澤武彦、田辺哲也、米田晃人、中本進一
  - マッチメイクモード企画・アニメーションデザイン：木村一人
  - アニメーションディレクション・企画補助：大谷篤志
  - 進行ディレクション・グラフィック：嶺井暁
  - グラフィック：渡川和久
- 株式会社ワイズケイ 
  - プロデューサー：米澤宏之
  - アシスタントディレクション：小林高志
  - グラフィック：門間毅
- 有限会社デジキーノ 
  - レスラー顔グラフィック：石黒誠一郎、西健介、松田淳、初谷諭
- Dimension Cruise 
  - サウンド作曲：和田貴史、水元陽子、上原光博
  - ギター：和泉聡志
- 株式会社ベストスコア 
  - サウンド効果音ディレクション・キャスティング：西本充伸
  - サウンド効果音：本山淳弘
- 声優：志村知幸、花田光、大橋佳野人、高口公介、矢部雅史、Ian Gibb、Jeff Gedert、Ryan Drees、沢村真希、時田光、梅里紗希

## 関連書籍
The PlayStation2 BOOKS 『ファイプロ・リターンズ 公式コンプリートガイド レスラー名鑑』2006年、ソフトバンクパブリッシング ISBN 4-7973-3174-7